# Catocala margherita
Catocala margherita là một loài bướm đêm trong họ Erebidae.